# Bombarda 70 V.D.
La Bombarda 70 V.D., era la versione italiana del mortaio belga 70 mm Van Deuren, adottato dall'esercito francese nel 1915 come  70 Van Deuren Mle 1915 ,  nella prima guerra mondiale.

## Storia

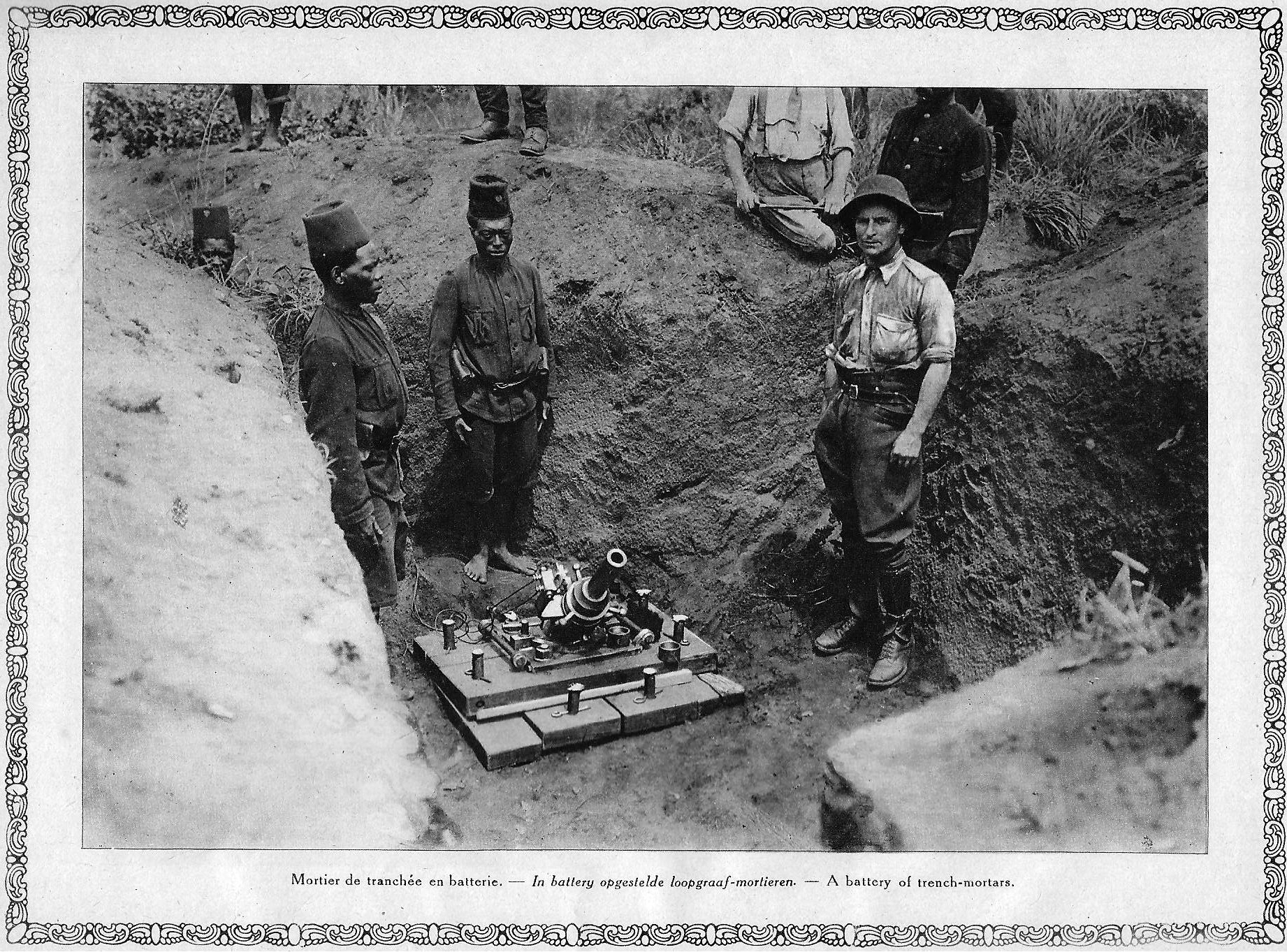
Mortaio Van Deuren in batteria, esercito coloniale belga, Africa, 1914-1918

Nella corsa per recuperare il ritardo nelle artiglierie da trincea rispetto ai Minenwerfer tedeschi, l'esercito francese acquistò un lotto di mortai Van Deuren dal Belgio per poi produrli in Francia presso la Westinghouse di Le Havre, il  70 Van Deuren Mle 1915   fu messo in linea, dall'esercito francese, nel 1915. L'esercito Italiano, dopo una missione in Francia di valutazione delle armi da trincea, lo adottò nel novembre del 1916.
L'esercito francese, ritenendolo superiore, sostituì con il Van Deuren, verso la fine del 1916, tutte le batterie dotate della bombarda 58 A e B.

### Nel Regio Esercito
La Bombarda 70 V.D. venne messo in linea dall'esercito italiano nel novembre del 1916.
Nell'esercito italiano il Van Deuren affiancò sempre le bombarde da 58. Nel luglio del 1917 erano in dotazione 57 bombarde V.D..
Per uniformare il calibro dei proietti da bombarda utilizzati, fu sviluppata la versione da 58 mm della Van Deuren, denominata Bombarda 58 W (W dal costruttore, la Westinghouse Italiana) che venne sperimentata presso la scuola bombardieri di Susegana nel 1917, per poi essere inviata al fronte in 35 pezzi.

Dopo Caporetto, nel novembre 1917, erano disponibili 70 pezzi. All'ottobre del 1918 la disponibilità era di 91 pezzi. Nel settembre del 1919 furono ritirate dal servizio.

## Descrizione
Si trattava di un affusto rigido montato su di una base in acciaio con elevazione fissa a 45°, la variazione della gittata era ottenuta variando la dimensione della camera di scoppio grazie ad un volantino che faceva scorrere la canna all'interno della culatta. Il proietto ogivale era dotato di alette, fermate in fondo da un anello che poggiava sul volantino della regolazione della dimensione della camera di scoppio. Il proietto era montato su di un codolo cavo che veniva inserito nella canna e portava i fili dell'innesco elettrico della carica di lancio. I fili fuoriuscivano dal codolo subito fuori dalla bocca e venivano portati ad un morsetto fissato su di una barra a lato della canna. La sequenza di tiro si componeva della messa in mira del pezzo mediante la rotazione della base circolare della culatta rispetto alla piastra di ancoraggio, la regolazione della gittata mediante la rotazione del volantino che variava la dimensione della camera di scoppio, l'introduzione della carica di lancio, l'inserimento del codolo della bomba nella canna, il collegamento dei fili al morsetto, il comando di sparo, dato con una dinamo a manovella.
Il singolare metodo di regolazione della gittata era ritenuto molto preciso, rispetto alle altre bombarde che utilizzavano cariche addizionali e la variazione dell'angolo di tiro, tanto che alle bombarde Van Deuren venivano affidati i compiti di controbatteria.
L'azionamento elettrico, e l'angolo di tiro fisso, consentivano una cadenza di tiro nettamente superiore alle altre bombarde (4-5 colpi al minuto) a cui poteva conseguire il surriscaldamento della canna che, però, poteva essere smontata per il raffreddamento.
Per contro, il sistema elettrico d'innesco era prono a malfunzionamenti in condizioni di umidità avverse.